# Pelawi Selatan
Pelawi Selatan is een bestuurslaag in het regentschap Langkat van de provincie Noord-Sumatra, Indonesië. Pelawi Selatan telt 7050 inwoners (volkstelling 2010).